# José Antonio Peláez Ochoa
José Antonio Peláez Ochoa   (Castejón, 30 de març de 1955) és un pintor, gravador i artista navarrés. Professor de formació, exposa la seva obra pictòrica des de 1981. Resideix a Pineda de Mar.

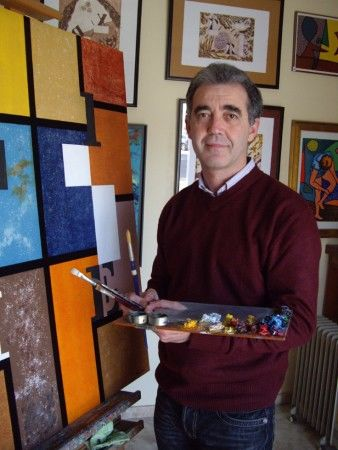
Al seu estudi.

Va realitzar una exposició a la Fundació Caixa Rioja (Alfaro).